# Carassius carassius
O pimpão (Carassius carassius) é uma espécie de peixes da família dos Cyprinidae no ordem dos Cypriniformes.

## Morfologia
- É muito parecida à carpa mas sem barbilhas.
- Tem uma cor pardo com reflexos dourados ou vermelhos.
- Às vezes confunde-se com a carpa dourada ou carpin (Carassius auratus), sobretudo suas variedades de cor mais viva.
- Os machos podem atingir os 64 cm de comprimento total e os 3 kg de peso.[4][5][6]

## Habitat
É um peixe de água doce.

## Distribuição geográfica
Prefere as águas tranquilas de corrente lenta ou estancadas. Encontra-se em rios, balsas e estanques de água doce desde a Península Ibérica até norte da China.
Sabe-se que foi um dos peixes introduzidos no Lago de Bañolas no final do s. XIX e no século XX junto com o línguado comum, a carpa, a garda, a achigã e a gambusia.